# Джоя Барб'єрі
Джоя Барб'єрі (італ. Gioia Barbieri; нар. 9 липня 1991) — колишня італійська тенісистка.
Найвищу одиночну позицію світового рейтингу — 170 місце досягла 15 вересня 2014, парну — 165 місце — 13 квітня 2015 року.
Здобула 8 одиночних та 15 парних титулів туру ITF.
Завершила кар'єру 2016 року.

## Фінали турнірів WTA

### Парний розряд: 1 (поразка)
| Легенда                       |
| ----------------------------- |
| Турніри Великого шолома (0–0) |
| Premier M & Premier 5 (0–0)   |
| Premier (0–0)                 |
| International (0–1)           |

| Фінали за покриттям |
| ------------------- |
| Тверде (0–1)        |
| Трава (0–0)         |
| Ґрунт (0–0)         |
| Килим (0–0)         |

| Результат | Дата           | Турнір                | Покриття   | Партнерка   | Суперниці                     | Рахунок          |
| --------- | -------------- | --------------------- | ---------- | ----------- | ----------------------------- | ---------------- |
| Поразка   | 12 квітня 2015 | Katowice Open, Польща | Тверде (i) | Карін Кнапп | Їсалін Бонавентюре Демі Схюрс | 5–7, 6–4, [6–10] |

## Фінали ITF

### Одиночний розряд: 10 (8–2)
| турніри $100,000 |
| турніри $75,000  |
| турніри $50,000  |
| турніри $25,000  |
| турніри $10,000  |

| Результат | Ранг | Дата            | Турнір                 | Покриття   | Суперниця        | Рахунок            |
| --------- | ---- | --------------- | ---------------------- | ---------- | ---------------- | ------------------ |
| Перемога  | 1.   | 18 липня 2010   | ITF Імола, Італія      | Килим      | Вердіана Верарді | 6–1, 6–1           |
| Перемога  | 2.   | 14 лютого 2011  | ITF Ляймен, Німеччина  | Тверде (i) | Коріна Перковіч  | 6–4, 6–2           |
| Поразка   | 1.   | 27 лютого 2012  | ITF Анталія, Туреччина | Ґрунт      | Ана Савич        | 3–6, 4–6           |
| Перемога  | 3.   | 23 липня 2012   | ITF Візерба, Італія    | Ґрунт      | Юліана Лісарасо  | 6–4, 6–4           |
| Перемога  | 4.   | 19 серпня 2013  | ITF Перчах, Австрія    | Ґрунт      | Настя Колар      | 6–2, 6–3           |
| Перемога  | 5.   | 1 вересня 2013  | ITF Баньятіка, Італія  | Ґрунт      | Анне Шефер       | 6–3, 3–6, 6–1      |
| Перемога  | 6.   | 27 жовтня 2013  | ITF Лагос, Нігерія     | Тверде     | Ніна Братчикова  | 3–6, 6–3, 3–0 ret. |
| Перемога  | 7.   | 1 червня 2014   | ITF Градо, Італія      | Ґрунт      | Катерина Козлова | 6–4, 4–6, 6–4      |
| Перемога  | 8.   | 28 березня 2015 | ITF Соларино, Італія   | Тверде     | Федеріка Білардо | 7–6(5), 6–0        |
| Поразка   | 2.   | 13 березня 2016 | ITF Ам'єн, Франція     | Ґрунт (i)  | Лаура Шедер      | 6–1, 3–6, 3–6      |

### Парний розряд: 19 (15–4)
| Результат | Ранг | Дата            | Турнір                       | Покриття   | Партнерка             | Суперниці                                   | Рахунок             |
| --------- | ---- | --------------- | ---------------------------- | ---------- | --------------------- | ------------------------------------------- | ------------------- |
| Перемога  | 1.   | 11 жовтня 2009  | ITF Фоджа, Італія            | Ґрунт      | Анастасія Гримальська | Алісе Мороні Анна Ремондіна                 | 6–4, 4–6, [10–2]    |
| Перемога  | 2.   | 16 квітня 2010  | Сан-Северо, Італія           | Ґрунт      | Анастасія Гримальська | Каріна Пімкіна Марина Шамайко               | 4–6, 6–2, [11–9]    |
| Поразка   | 1.   | 18 липня 2010   | Імола, Італія                | Килим      | Марія-Белен Корбалан  | Ніколе Клеріко Марія Мазіні                 | 4–6, 1–6            |
| Перемога  | 3.   | 30 липня 2010   | Гардоне-Валь-Тромпія, Італія | Ґрунт      | Анастасія Гримальська | Юлія Стаматова Стефані Вонгсуті             | 6–2, 6–2            |
| Перемога  | 4.   | 27 березня 2011 | Гонесс, Франція              | Ґрунт (i)  | Анастасія Гримальська | Лена-Марі Гофманн Скарлетт Вернер           | 6–3, 6–2            |
| Поразка   | 2.   | 1 серпня 2011   | Монтероні-ді-Лечче, Італія   | Ґрунт      | Анастасія Гримальська | Кікі Бертенс Ніколь Роттманн                | 0–6, 3–6            |
| Перемога  | 5.   | 12 грудня 2011  | Анталія, Туреччина           | Ґрунт      | Джулія Пазіні         | Башак Ерайдин Ілона Кремінь                 | 7–6, 4–6, [10–5]    |
| Поразка   | 3.   | 15 січня 2012   | Палм-Гарбор (Флорида), США   | Ґрунт      | Надія Гуськова        | Дар'я Кустова Ралука Олару                  | 3–6, 1–6            |
| Перемога  | 6.   | 23 січня 2012   | Анталія, Туреччина           | Ґрунт      | Анастасія Гримальська | Клаудія Джовіне Саназ Маранд                | 6–4, 1–6, [11–9]    |
| Перемога  | 7.   | 7 травня 2012   | Флоренція, Італія            | Ґрунт      | Андрея Вейдяну        | Анаїс Лорендон Ніколе Клеріко               | 6–2, 6–7, [10–8]    |
| Перемога  | 8.   | 11 червня 2012  | Падуя, Італія                | Ґрунт      | Анастасія Гримальська | Федеріка Граціозо Ліза Сабіно               | 6–2, 6–1            |
| Перемога  | 9.   | 25 лютого 2013  | Анталія, Туреччина           | Ґрунт      | Анне Шефер            | Ленка Юрикова Шанталь Шкамлова              | 4–6, 6–3, [10–4]    |
| Перемога  | 10.  | 4 березня2013   | Анталія, Туреччина           | Ґрунт      | Ніколь Меліхар        | Агнеш Букта Вівіан Югачова                  | 7–6(2), 6–4         |
| Поразка   | 4.   | 19 серпня 2013  | Перчах, Австрія              | Ґрунт      | Джулія Суссарелло     | Настя Колар Полона Реберсак                 | 0–6, 6–2, [10–4]    |
| Перемога  | 11.  | 26 жовтня 2013  | Лагос, Нігерія               | Тверде     | Фатіма Ан-Набхані     | Конні Перрен Шанель Сіммондс                | 1–6, 6–4, [10–8]    |
| Перемога  | 12.  | 17 березня 2014 | Іннісбрук, США               | Ґрунт      | Джулія Коен           | Аллі Кік Сачія Вікері                       | 7–6(5), 6–0         |
| Перемога  | 13.  | 9 червня 2014   | Падуя, Італія                | Ґрунт      | Сопія Шапатава        | Паула Крістіна Гонсалвеш Флоренсія Молінеро | 6–4, 0–6, [14–12]   |
| Перемога  | 14.  | 1 лютого 2015   | Андрезьє-Бутеон, Франція     | Тверде (i) | Олена Остапенко       | Леслі Керкгове Ана Врлич                    | 2–6, 7–6(4), [10–3] |
| Перемога  | 15.  | 13 березня 2016 | ITF Ам'єн, Франція           | Ґрунт (i)  | Джорджія Маркетті     | Аліс Бакі Кімберлі Циммерманн               | 6–3, 6–4            |